# Двойной теракт в Багдаде (2016)
Двойной теракт в Багдаде — террористический акт, серия из двух взрывов (заминированного автомобиля и самодельной бомбы), произошедший 3 июля 2016 года в столице Ирака Багдаде. Первый взрыв прогремел в центральном районе Аль-Каррада, недалеко от религиозного центра и магазинов (в шиитском районе) — там после захода солнца во время священного для мусульман месяца Рамадан было многолюдно. Вскоре самодельная бомба взорвалась возле рынка Аш-Шааб в северном районе города.
В результате терактов погибло по меньшей мере 347 человек.

## Реакция

### В Ираке
Премьер-министр Ирака Хейдар аль-Абади объявил в стране трёхдневный траур по жертвам трагедии. Власти Ирака также распорядились немедленно казнить всех (пятерых) осуждённых террористов, находящихся в тюрьмах Ирака.
5 июля министр внутренних дел Мохаммед аль-Габбан подал в отставку, назвав причиной своего ухода отсутствие координации между «системами безопасности».

### В мире
Ряд представителей мирового сообщества осудили теракт: в ООН его назвали «трусливым и гнусным», в США отметили, что нападения только укрепят поддержку вооружённых сил Ирака со стороны США в борьбе с ИГ, Президент Франции Франсуа Олланд отметил, что с террористами необходимо вести беспощадную борьбу, МИД РФ «решительно осудил» теракт.